# Dhritiman Chatterjee
Dhritiman Chatterjee (bürgerlich Sundar Chatterjee; bengalisch: ধৃতিমান চট্টোপাধ্যায়, Dhṛtimān Caṭṭopādhyāẏ; * 30. Mai 1945) ist ein indischer Schauspieler. Er trat neben seiner eigentlichen Karriere in der Werbeindustrie als Amateur in Filmen auf.
Chatterjee hatte sein Filmdebüt 1970 in Satyajit Rays Pratidwandi als desillusionierter arbeitsloser Akademiker in Kolkata. Nach seiner zweiten Rolle in Mrinal Sens Padatik (1973) galt er als Verkörperung der orientierungslosen Kolkataer Mittelschicht-Jugend der frühen 1970er Jahre, wie sie in Gemälden Bikash Bhattacharyas und Erzählungen Mahasweta Devis dargestellt wurde. 1980 spielte er neben Smita Patil und Dipankar Dey in Sens Akaler Sandhane. Er ist insbesondere auch für seine Rollen als Skeptiker in Rays Agantuk (1991) und Aparna Sens 15 Park Avenue (2005) bekannt.

## Filmografie
- 1970: Pratidwandi
- 1973: Padatik
- 1974: Jadu Bansha
- 1980: Die Suche nach der Hungersnot (Akaler Sandhane)
- 1981: Straße des Abschieds (36 Chowringhee Lane)
- 1989: Ganashatru
- 1991: Agantuk
- 1993: Sunya Theke Suru
- 1997: Fiction (Kahini)
- 1999: Holy Smoke
- 2000: Perfumed Garden
- 2005: Black
- 2005: 15 Park Avenue
- 2007: Guru
- 2008: Chaturanga
- 2009: Joy Lies
- 2009: Hitlist
- 2009: Yavarum Nalam
- 2010: Gorosthaney Sabdhan
- 2011: Noukadubi
- 2012: Maya Bazaar
- 2012: Agent Vinod
- 2012: Kahaani
- 2013: Neelakasham Pachakadal Chuvanna Bhoomi
- 2014: Ek Phaali Rodh
- 2015: Byomkesh Bakshi